# Camponotus wiederkehri
Camponotus wiederkehri är en myrart som beskrevs av Auguste-Henri Forel 1894. Camponotus wiederkehri ingår i släktet hästmyror, och familjen myror.

## Underarter
Arten delas in i följande underarter:
- C. w. lucidior
- C. w. wiederkehri